# Petrocaribe

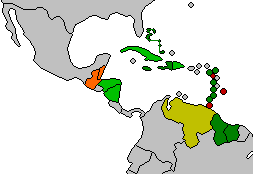
Venezuela
Petrocaribeleden en Caricom leden
Petrocaribeleden die geen lid zijn van Caricom
Caricomleden die niet deelnemen aan Petrocaribe

Petrocaribe was een olieprogramma van Venezuela. Op 29 juni 2005 werd het programma gestart en Venezuela leverde olie aan 17 landen die deelnamen aan Petrocaribe tegen gunstige voorwaarden. Het programma was in 2018 beëindigd.

## Voorwaarden
Venezuela leverde zo’n 200.000 vaten olie op dagbasis aan diverse landen in het Caribisch gebied, waarvan ongeveer de helft naar Cuba ging De ontvangende landen betalen direct tussen de 40 en 60 procent van de olie, dit aandeel is afhankelijk van de olieprijs. Bij een hoge prijs op de wereldmarkt, dan betaalden de ontvangende landen een lager percentage en een hoger percentage als de olieprijs laag is. De rest werd pas betaald na 25 jaar en over deze schuld betaalden de landen een zeer lage rente. Dit financiële voordeel konden de landen naar eigen inzicht gebruiken voor de energievoorziening of andere sociale doelen.

## Economische effecten
Sinds de start van het programma tot het eerste kwartaal van 2009 had Venezuela 90 miljoen vaten olie geleverd en dit had de ontvangende landen een voordeel opgeleverd van ongeveer 14 dollar per vat of $ 1,4 miljard in totaal. Voor Jamaica, Guyana, Nicaragua en Haïti was het financiële voordeel meer dan 10% van de staatsinkomsten of zo’n 4% van het bruto binnenlands product. Vanaf 2015 stortte de oileproductie in. In 2017 werden door de Verenigde Staten sancties opgelegd en Petrocaribe was in 2018 beëindigd.